# Westmont, Illinois
Westmont är en ort (village) i DuPage County, i delstaten Illinois, USA. Enligt United States Census Bureau har orten en folkmängd på 24 855 invånare (2011) och en landarea på 13 km².